# Picrospora frigens
Picrospora frigens är en fjärilsart som beskrevs av Edward Meyrick 1921. Picrospora frigens ingår i släktet Picrospora och familjen säckspinnare. Inga underarter finns listade i Catalogue of Life.